# En Kone søges
En Kone søges er en dansk stumfilm fra 1915, der er instrueret af Lau Lauritzen Sr. efter manuskript af Christian Nobel.

## Handling
Denne artikel mangler et handlingsreferat. Hjælp os med at skrive det.